# L'Adige
l'Adige es un diario local italiano, con sede en Trento . Se vende en Trentino y es el periódico más leído de la región, junto con sus principales competidores Corriere del Trentino y Trentino. 

## Historia
l'Adige fue fundado en 1945 como semanario con el nombre de Il Popolo Trentino. Comenzó a publicarse en 1946 como diario bajo la dirección de Flaminio Piccoli, redactor jefe desde 1946 hasta 1977.
Hasta 1981, el periódico apoyó políticamente a la Democracia Cristiana, que también era uno de los accionistas de la editorial.
La tirada de L'Adige fue de 26.515 ejemplares en 2008. 